# Гай Воласенна Север
Гай Воласенна Север (лат. Gaius Volasenna Severus) — римский политический деятель и сенатор середины I века.
С ноября по декабрь Север занимал должность консула-суффекта вместе с Гнеем Хозидием Гетой. Его братом был консул-суффект Публий Воласенна. Больше о нём ничего неизвестно.